# Terça Livre
Terça Livre foi um portal de notícias mantido por Allan dos Santos e Italo Lorenzon. O canal ganhou notoriedade nas eleições presidenciais brasileiras de 2018 pela proximidade com a família de Jair Bolsonaro, mantendo-se como uma das plataformas mais populares na sua defesa, produzindo conteúdos alinhados com o conservadorismo e com as ideias da extrema-direita brasileira. Seu encerramento foi anunciado em 22 de outubro de 2021.
As contas do Terça Livre e de Allan dos Santos, assim como suas contas reservas, foram suspensas no Twitter e foi encerrado no YouTube por violação de termos de uso dessas plataformas. No dia 12 de fevereiro de 2020, obteve uma liminar no Tribunal de Justiça do Estado de São Paulo para recuperar sua conta no YouTube e voltou ao ar entre 2 de março de 2021 e 15 de julho de 2021, ficando visível apenas no Brasil nesse período. Depois de nova liminar, o canal foi reativado provisoriamente. No dia 12 de outubro, o canal no YouTube foi novamente suspenso por decisão do Supremo Tribunal Federal.
O site está envolvido na CPMI das Fake News mediante acusação dos parlamentares de veicular notícias falsas e na CPI da COVID-19 por ter sido listado como integrante do Gabinete do Ódio. Por decisão de Alexandre de Moraes, foram decretadas a prisão e extradição de Allan dos Santos.
O portal se definia como o maior portal conservador fora dos Estados Unidos. Em abril de 2021, o canal Terça Livre TV contava 1,2 milhão de inscritos no YouTube. Segundo levantamento da agência de verificação Aos Fatos publicado em 4 de fevereiro de 2021, Terça Livre era o maior canal bolsonarista no Telegram, com o maior número de inscritos, a maior soma de visualizações, o maior número de publicações e a maior média de visualizações por postagem.

## Histórico
O portal foi criado em 2014 por Allan dos Santos com o objetivo de defender o conservadorismo e fazer frente "ao comunismo, às Forças Armadas Revolucionárias da Colômbia e todo o trabalho de guerrilha armada no Brasil".
O Terça Livre foi um dos primeiro canais a divulgar críticas à exposição artística brasileira Queermuseu apresentada no Santander Cultural, na cidade de Porto Alegre. No dia 9 de setembro de 2017, o canal publicou o vídeo intitulado exposição Criminosa no Santander Cultural contendo denúncias contra a exposição. A publicação dizia: "DENÚNCIA: Pedofilia, zoofilia, pornografia e profanação sendo promovidos pelo Ministério da Cultura aos olhos de crianças! Avaliem o Santander Cultural com 1 estrela, compartilhem o vídeo e ajudem a denunciar esses crimes. ABSURDO!". Até ser removido do ar, o vídeo registrou 1.638.153  visualizações e  milhares  de  comentários. Potencializado por robôs (em cerca de 13% das contas foram identificadas como automáticas nos debates) projetados para aumentar a visibilidade nas redes sociais, o vídeo causou grande repercussão, prejudicando a página do Santander Cultural no Facebook que já vinha sofrendo de avaliações e comentários negativos desde o dia 6 de setembro. No dia 10 de setembro, a exposição foi encerrada em meio a críticas de diversos setores.
O portal ganhou notoriedade nas eleições presidenciais brasileiras de 2018 pela proximidade com a família de Jair Bolsonaro, e ficou conhecido por seguir ideias de Olavo de Carvalho, mantendo-se como uma das plataformas mais populares na defesa de Bolsonaro e da extrema-direita brasileira.
Em janeiro de 2019, obteve condições de trânsito livre na posse do presidente Jair Bolsonaro ao lado de outras mídias bolsonaristas como Brasil Paralelo e Conexão Política, enquanto jornalistas de vários veículos relataram limitações ao trabalho de cobertura jornalística da posse, inclusive quanto à alimentação, banheiro, e acesso a autoridades e fontes.
Segundo levantamento de Poder360, com dados de 1.° de janeiro de 2019 a 31 de dezembro de 2020, a Terça Livre foi o sexto órgão de imprensa com quem Bolsonaro mais se reuniu, tendo realizado 4 encontros registrados na agenda oficial.
Em outubro de 2021, as contas de Allan dos Santos e do Terça Livre, assim como suas contas reservas, foram bloqueadas no Twitter e no YouTube por determinação de Alexandre de Moraes em inquérito que analisa milícias digitais, voltadas à incitação de atos antidemocráticos, à divulgação de notícias falsas e ao ataque a autoridades.
Allan dos Santos, no entanto, nega que tenha ligação com Jair Bolsonaro e declarou em depoimento para a CPMI das Fake News que, sendo o "dono do maior portal conservador da América Latina", não recebe "nenhum centavo do governo".
Em 23 de outubro de 2021, após a polícia federal ordenar um mandado de prisão contra Allan dos Santos, que se encontrava foragido nos Estados Unidos, Italo Lorenzon, um dos cofundadores do portal, anunciou o encerramento das atividades, alegando censura e perda de apoio financeiro.Suspenso no Twitter, Facebook, Instagram e YouTube, Allan dos Santos segue ativo em redes como o Telegram e o Gettr. Dos Santos explicou em transmissão ao vivo no Gettr que seu blogue fora à "falência absoluta" em função da desmonetização e do bloqueio de contas bancárias. O blogueiro também se declarou vítima de censura, um discurso comum entre bolsonaristas.
Depois de o ministro Alexandre de Moraes determinar a extradição de Allan dos Santos, o secretário de justiça Vicente Santini, amigo pessoal da família de Jair Bolsonaro, emitiu memorando explicando que analisaria pessoalmente cada caso de extradição. Esse trabalho é normalmente realizado pelo Departamento de Recuperação de Ativos de Cooperação Jurídica. O memorando, no entanto, não surtiu efeito, posto que a delegada Sílvia Amélia Fonseca cumprira rapidamente a ordem. Fonseca foi posteriormente exonerada por Santini, que afirma não se tratar de represália.

## Acusações de notícias falsas

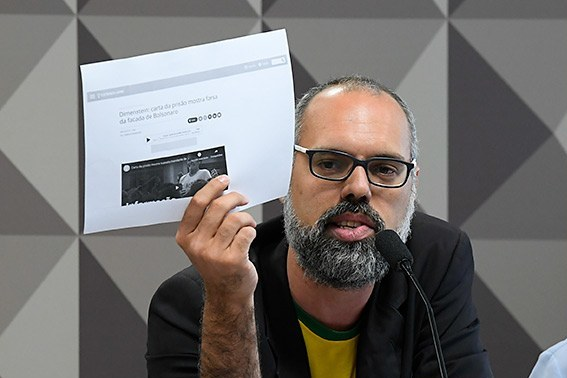
Allan dos Santos durante uma audiência para a CPMI das Fake News

Em outubro de 2018, o portal divulgou a notícia "Quadrilha detida sacando 68 milhões para Haddad", informação que foi dada como falsa pelo Estadão Verifica e pelo Boatos.org.
Em novembro de 2019, o portal foi envolvido na CPMI das Fake News por acusações de veicular notícias falsas.
O Twitter suspendeu a conta do Terça Livre pela violação dos termos de uso. Allan dos Santos, depois, afirmou ter saído do Brasil por medo de represálias.
Segundo um levantamento da Agência Pública, o Terça Livre foi um dos canais que incentivaram a invasão do Capitólio dos Estados Unidos, ao acusar, sem provas, que as eleições foram fraudadas. Segundo o pesquisador de mídias digitais David Nemer, as mídias bolsonaristas em busca de audiência "trouxeram o conflito americano para o Brasil".
Segundo análise do site E-farsas publicada em 11 de novembro de 2020, Allan dos Santos produziu falsas notícias ao afirmar que a agência Aos Fatos receberia financiamento da rede Open Society Foundations, fundada por George Soros. Segundo o site E-farsas, a agência de checagem de fatos não é financiada nem direta nem indiretamente através da International Fact-Checking Network (IFCN) conforme alegado por dos Santos.
Em trabalho publicado por pesquisadores da Universidade Federal de Pernambuco, é apontado que o vídeo China e OMS esconderam hidroxicloroquina de você usa como título uma declaração de Olavo de Carvalho, sem citá-lo diretamente de forma a sugerir como fato uma opinião pessoal. Segundo os pesquisadores, o vídeo foi posteriormente removido do YouTube por violar diretrizes de conteúdo e "também insinua a participação do governo da China e da própria OMS num complô para esconder a verdade e prejudicar a população". O objetivo seria disseminar a dúvida no espectador, descredibilizando instituições como a Organização Mundial da Saúde e as suas recomendações para prevenção do vírus (distanciamento social, higiene, uso de máscaras etc.). Conforme o estudo, outras entidades também foram descredibilizadas no canal; no vídeo ESTADÃO: CLOROQUINA NÃO, MAS MACONHA SIM, os apresentadores sugerem que instituições brasileiras como a Ordem dos Advogados do Brasil estariam infiltradas por comunistas.
O movimento Sleeping Giants solicitou, em janeiro de 2021, à rede Droga Raia que interrompesse a veiculação de anúncios no canal no YouTube do Terça Livre. A Droga Raia anunciou que não compactua "com disseminação de notícias falsas" e removeu os anúncios.
Estudo realizado pelo Grupo de Pesquisa sobre Democracia e Tecnologias Digitais da Universidade Positivo, no Paraná, em parceria com o Facebook listou o Terça Livre TV como um dos onze portais bolsonaristas responsáveis por disseminar informações falsas descredibilizando as urnas eletrônicas desde 2018.
Allan dos Santos nega as acusações de que estaria disseminando notícias falsas.

### Constança Rezende
Em 1.° de março de 2019, o Terça Livre publicou uma matéria intitulada Jornalista do Estadão: a intenção é arruinar Flávio Bolsonaro e o governo, na qual afirma que Constança Rezende, jornalista d'O Estado de S. Paulo, teria admitido o objetivo de arruinar o mandato do presidente e sua família. A denúncia seria baseada no jornalista francês Jawad Rhalib, que teria conversado com Rezende. A notícia foi compartilhada pelo presidente Jair Bolsonaro no Twitter e, em seguida, foi contestada pelo Estadão, segundo o qual "Constança Rezende não deu entrevista nem dialogou com o jornalista francês citado pelo Terça Livre. As frases da gravação foram retiradas de uma conversa que ela teve em 23 de janeiro com uma pessoa que se apresentou como Alex MacAllister, suposto estudante interessado em fazer um estudo comparativo entre Donald Trump e Jair Bolsonaro". A agência de verificação de fatos Lupa confirmou tala versão: "A aspa utilizada pelo site no título de sua reportagem é falsa. A citação atribuída à repórter não aparece sequer na transcrição que a própria página faz de toda a conversa que a jornalista do Estadão teria supostamente mantido em inglês com um estrangeiro, sobre a investigação envolvendo Flávio Bolsonaro." Segundo o jornal O Globo, que corrobora a Agência Lupa, o jornalista Allan dos Santos, em uma live no Facebook, teria atribuído à jornalista outra postagem, na qual teria escrito: "O Brasil virou uma ditadura. Morte como a da Marielle deixou bem claro isto. Parabéns! Lugar de mulher é onde ela quiser! Não vão calar a nossa voz". Segundo o jornal, tal afirmação não teria "nenhuma ligação de Constança com a conta nem com a postagem".

### Gabinete do Ódio
Em 2021, o canal tornou-se alvo de investigação da CPI da COVID-19, foi listado como integrante do Gabinete do Ódio e teve o sigilo de suas páginas quebrado. Segundo o requerimento de quebra de sigilo, integrantes do Gabinete do Ódio seriam responsáveis por "executar estratégias de confronto ideológico e de radicalização dos ataques nas redes sociais contra adversários", além de defender a utilização de medicamentos sem eficácia comprovada contra a COVID-19 e detratar medidas de isolamento.

## Encerramento no YouTube
No dia 4 de fevereiro de 2021, o canal no YouTube do site, o Terça Livre TV, foi encerrado no YouTube por violação reiterada de termos de uso. Guilherme Sanchez, advogado sênior do Google, responsável pela plataforma YouTube, explica que o canal postou conteúdo com incitação à violência. Um dos vídeos postados denunciava fraudes nas eleições presidenciais nos Estados Unidos sem oferecer evidências concretas. Mesmo advertidos, postaram um vídeo, tratando da invasão do Congresso americano por apoiadores de Donald Trump, que foi classificado como "incitação para que outras pessoas cometam atos violentos contra indivíduos ou um grupo definido de pessoas". Por esta razão foram suspensos por sete dias. No dia seguinte à suspensão, usaram um canal alternativo para burlar a sanção, pelo que foram encerrados da plataforma.
No dia seguinte ao encerramento, a Ordem dos Jornalistas do Brasil manifestou-se em nota, repudiando o encerramento do canal, classificando a ação do YouTube como censura e, segundo Allan dos Santos, o deputado Eduardo Bolsonaro teria procurado a Procuradoria Geral da República.
No dia 12 de fevereiro de 2021, o Terça Livre obteve uma liminar no Tribunal de Justiça do Estado de São Paulo para recuperar sua conta no YouTube; o desembargador Mathias Coltro justificou que a "remoção das contas na plataforma YouTube se mostra desproporcional, violando a garantia constitucional da liberdade de expressão e de informação". A plataforma recorreu da decisão, mas Coltro ratificou sua decisão no dia 19 de fevereiro de 2021 pois "as razões que conduziram ao deferimento da liminar remanescem". O desembargador igualmente ampliou a multa diária por descumprimento da sentença de cinco mil para dez mil reais. O canal retornou ao ar na manhã de 2 de março de 2021; permaneceu visível apenas do Brasil até 15 de julho de 2021, quando a juíza Ana Carolina de Almeida, da 8.ª Vara Cível da Comarca de São Paulo, julgou improcedente a ação. Segundo a magistrada, a Google não agiu ilicitamente, nem atentou contra a liberdade de expressão do canal Terça Livre. Almeida explicou que o ato de encerrar o canal se enquadra em exercício de pleno direito, já que a empresa pode impor balizas ao comportamento de seus usuários. A juíza entendeu que o objetivo de um dos vídeos, ao apresentar sem qualquer contextualização da fala de Donald Trump, era verdadeiramente o que incitar a violência e não o de informar sobre os acontecimentos. Em suas palavras, "o direito à liberdade de expressão se divide em duas dimensões, de um lado, o direito individual de expressar os próprios pensamentos e, por outro lado, o direito da sociedade de receber informações verdadeiras e estar bem-informada". Ela também entendeu que a relação do grupo com a empresa Google não era consumerista e que, diferentemente do alegado pelos requerentes, o YouTube tinha dado diretrizes claras de conteúdo.
Aos 21 de julho de 2021, o desembargador Mathias Coltro voltou a despachar favoravelmente ao Terça Livre, expedindo liminar determinando que a Google reativasse o canal provisoriamente até o julgamento da apelação, que será analisada por colegiado. Semelhantemente a seu raciocínio anterior, Coltro entendeu que o desligamento seria desproporcional dado que o perfil está no ar há mais de seis anos, conta com mais de um milhão de inscritos e oito mil membros assinantes, além de manter uma equipe de cinquenta funcionários e ter inúmeras contas a pagar, segundo ele, "não se vislumbra a alegada violação das diretrizes da comunidade (YouTube)".
O advogado do Terça Livre, Renor Oliver Filho, declarou que, como o "Tribunal já havia se manifestado no sentido de violação da liberdade de expressão", espera a confirmação no julgamento pelo colegiado e completa que estranha a sentença da julgadora Ana Carolina de Almeida, duas semanas após o julgamento do Tribunal, que confirmou a liminar de Coltro.
Com a extinção do canal, foi solicitado encerramento do caso por perda de objeto. A Google, no entanto, prefere manter o processo ativo a fim de obter condenação do blogue por litigância de má-fé. Segundo a empresa, Allan dos Santos agiu repetidamente de má-fé ao apresentar informações falsas à justiça.